# Сала Консилина
Са̀ла Консилѝна (на италиански: Sala Consilina) е град и община в Южна Италия, провинция Салерно, регион Кампания. Разположен е на 614 m надморска височина. Населението на общината е 12 497 души (към 2010 г.).